# Carpotroche brasiliensis
Carpotroche brasiliensis là một loài thực vật có hoa trong họ Achariaceae. Loài này được (Raddi) A. Gray mô tả khoa học đầu tiên năm 1854.

## Hình ảnh

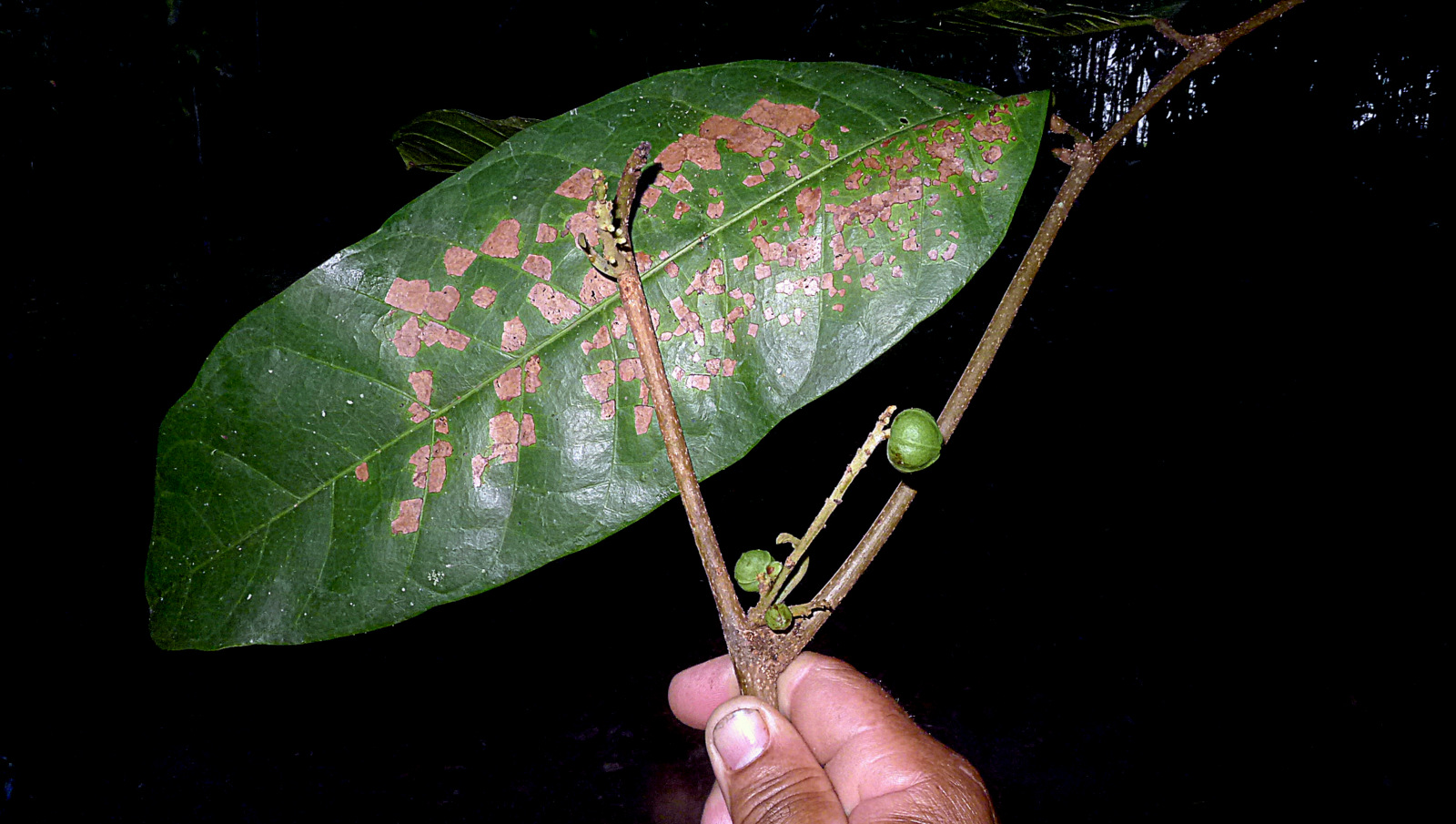
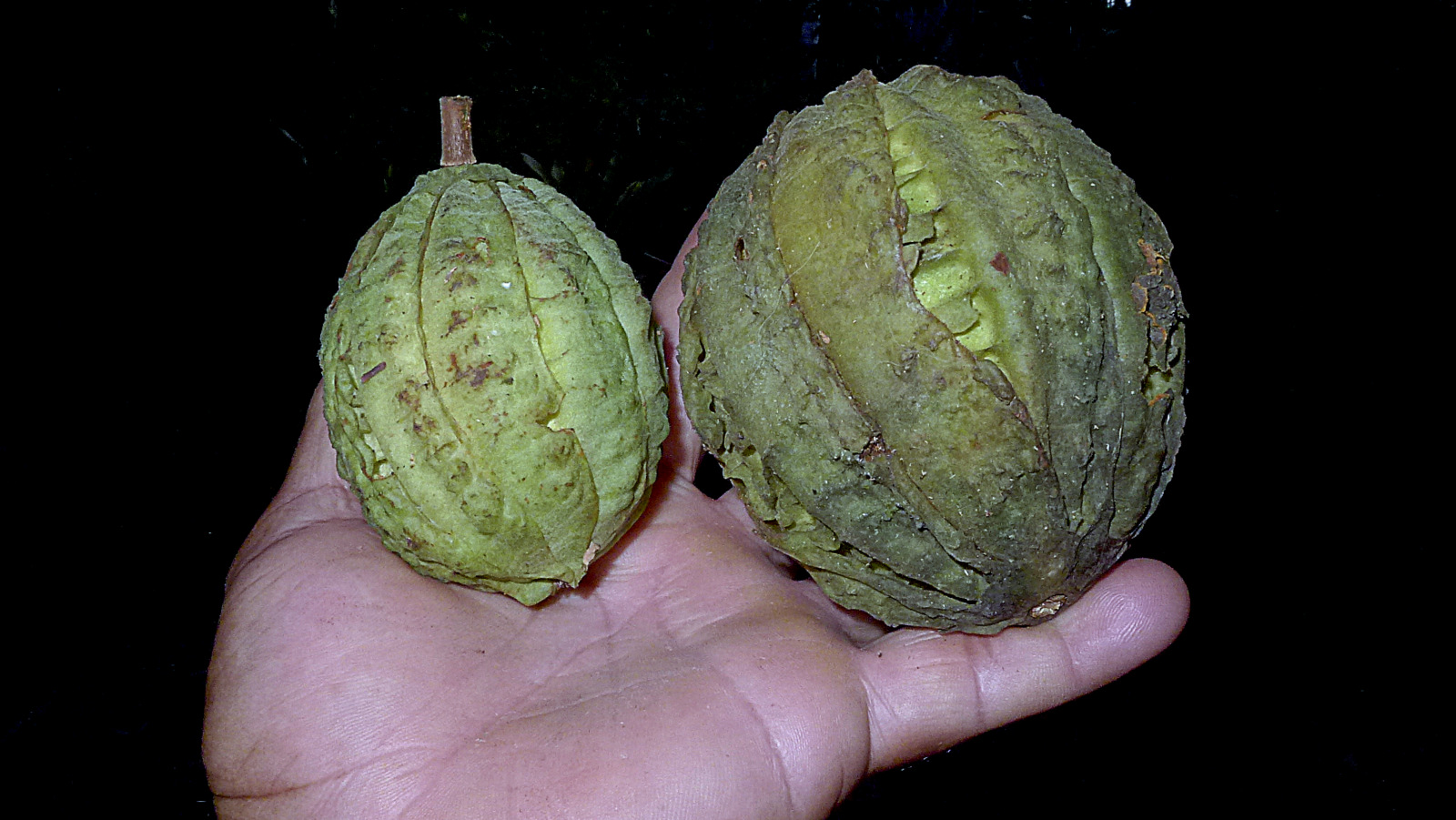
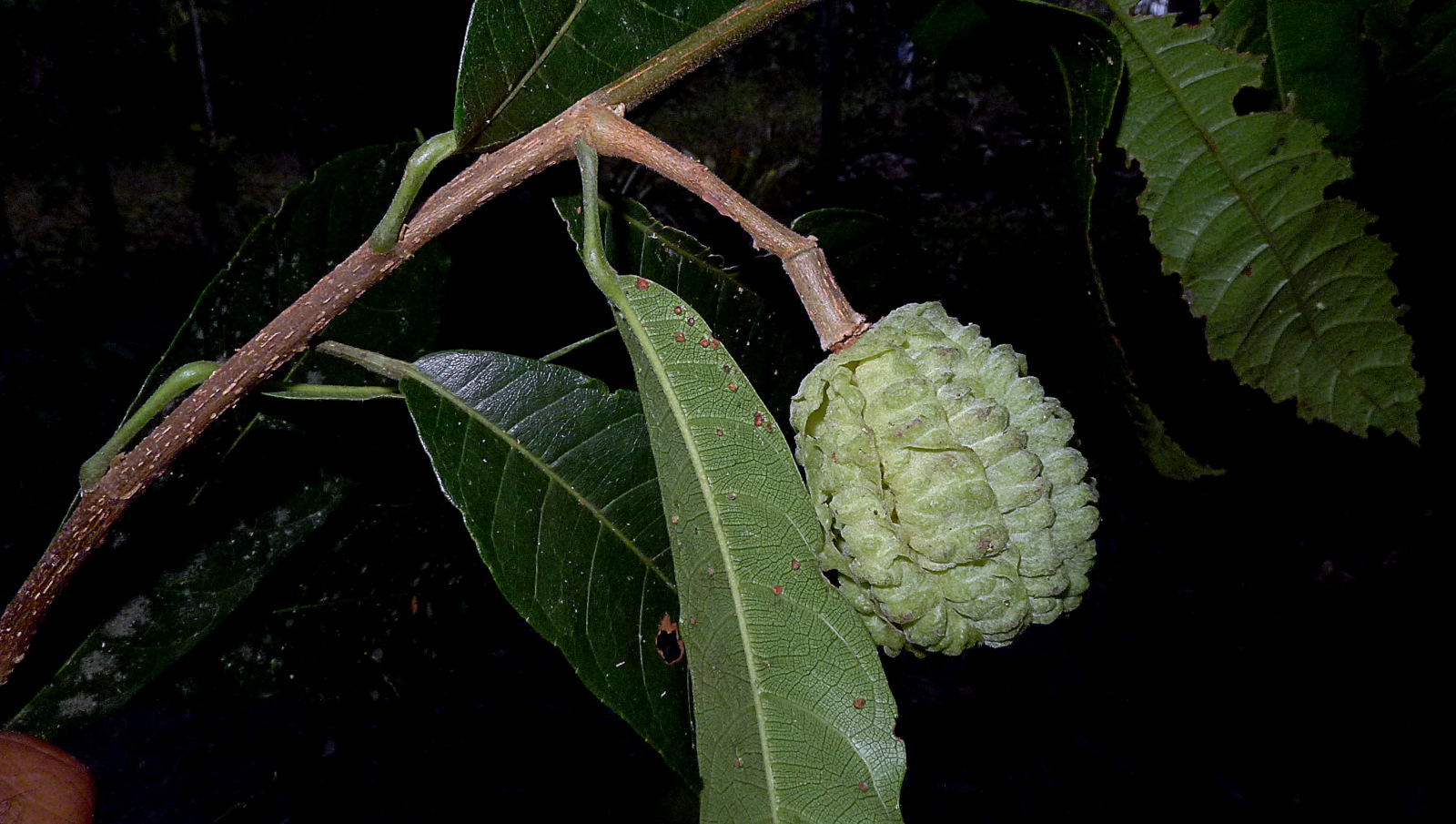
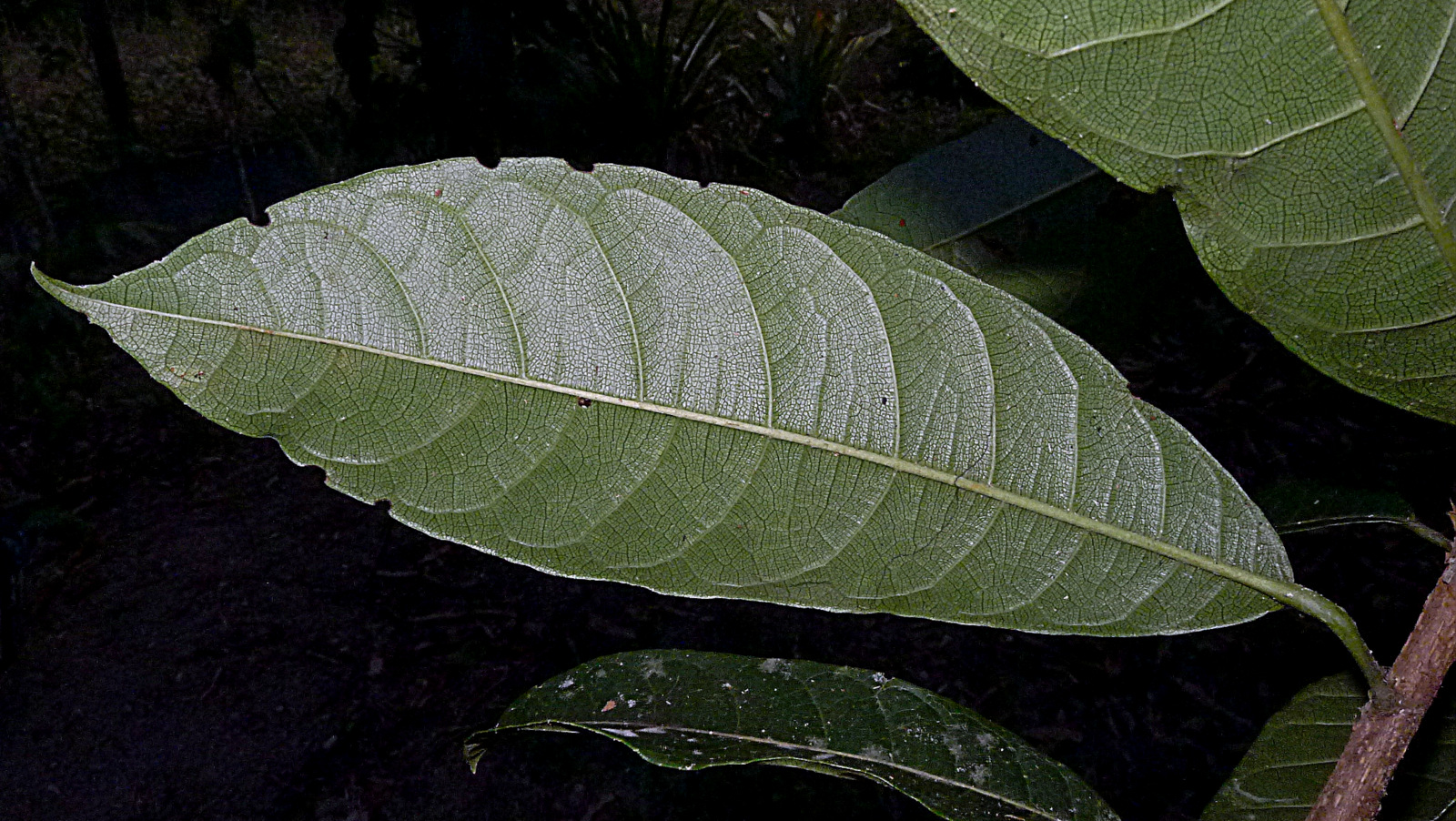